# 13. polbrigada Tujske legije
13. polbrigada Tujske legije je mehanizirana polbrigada Francoske tujske legije. Hkrati je edina stalna polbrigada Francoske kopenske vojske.

## Zgodovina
Enota se je med drugo svetovno vojno izkazala v narviški kampanji.

## Poveljniki
| - Podpolkovnik Raoul Magrin-Vernerey (1940) - Podpolkovnik Alfred Cazoud (1940-1941) - Podpolkovnik Dimitri Amilakhvari (1941-1942) - Major Gabriel Bablon (1942-1944) - Major Paul Arnault (1944-1945) - Podpolkovnik Bernard Saint-Hillier (1945) - Podpolkovnik Gabriel Bablon (1946) - Podpolkovnik Gabriel Brunet de Sairigné (1946-1948) - Podpolkovnik Paul Arnaud (1948-1949) - Podpolkovnik René Morel (1949-1951) - Podpolkovnik Pierre Clément (1951-1953 - Podpolkovnik Guigard (1952-1953) - Podpolkovnik Jules Gaucher (1953-1954) - Podpolkovnik Lemeunier (1954) - Podpolkovnik Rossi (1954-1956) - Podpolkovnik Marguet (1956-1957) - Podpolkovnik Sanges (1957-1958) - Podpolkovnik Roux (1958-1961) - Podpolkovnik Vaillant (1961) - Podpolkovnik Dupuy de Querezieux (1961-1962) | - Podpolkovnik Lacôte (1962-1965) - Podpolkovnik Geoffrey (1965-1968) - Podpolkovnik Foureau (1968-1970) - Podpolkovnik Buonfils (1970-1972) - Podpolkovnik Pêtre (1972-1974) - Podpolkovnik Lardry (1974-1976) - Podpolkovnik Jean-Claude Coullon - Podpolkovnik Gillet (1978-1980) - Podpolkovnik Loridon (1980-1982) - Podpolkovnik Vialle (1982-1984) - Podpolkovnik Rideau (1984-1986) - Podpolkovnik Champeau (1986-1988) - Podpolkovnik Le Flem (1988-1990) - Polkovnik Ibanez (1990-1992) - Polkovnik J.P. Perez (1992-1994) - Podpolkovnik Emmanuel Beth (1996-1998) - Podpolkovnik Debleds (1998-2000) - Polkovnik Jean Maurin (2000-2002) - Podpolkovnik Henri Billaudel (2002-2006) - Polkovnik Marchand (2006-2008 ) | - Polkovnik Thierry Burkhard (2008–2010) - Polkovnik Cyrille Youchtchenko (2010–2011) - Podpolkovnik Tony Maffeis (2011–2013) - Polkovnik Nicolas Heuze (2013–) |